# Сейни Кунче
Сейнѝ Кунчѐ (на френски: Seyni Kountché) е нигерски военен офицер, президент на Нигер от 1974 до 1987 г.
Идва на власт чрез военен преврат, сваляйки първия президент на страната Амани Диори. На него е наречен днешният стадион „Генерал Сейни Кунче“ в Ниамей.
Сейни Кунче произхожда от аристократичен род на племената джерма, от най-западните райони на Нигер. Служи като офицер във френската колониална армия и през 1957 г. получава званието сержант.
Политическото напрежение в страната се натрупва още от независимостта ѝ. Първият президент Амани Диори установява авторитарно, еднопартийно управление. Сушата, продължила от 1968 до 1974 г., довежда до недостиг на храна. На 15 април 1974 г. Сейни Кунче повежда военен преврат.
Първите действия на военното му правителство са разпускане на народното събрание, забрана на всички политически партии и освобождаване на политическите затворници. Върховният военен съвет и президентската инситутция поемат управлението. Правителството позволява на политическите емигранти да се завърнат в страната. В годините на военно управление икономиката на Нигер се стабилизира до известна степен. Напрежението между Нигер, Либия и Нигерия се повишава, за сметка на подобряване на отношенията със САЩ, арабските страни и Франция.
През 1986 г. Кунче започва да изпитва здравословни проблеми. Здравето му продължава да се влошава през 1987 г. Умира от мозъчен тумор в парижка болница на 10 ноември 1987 г. Али Саибу наследява поста му на председател (президент) на Върховния военен съвет.